# ساعت بیگ بن

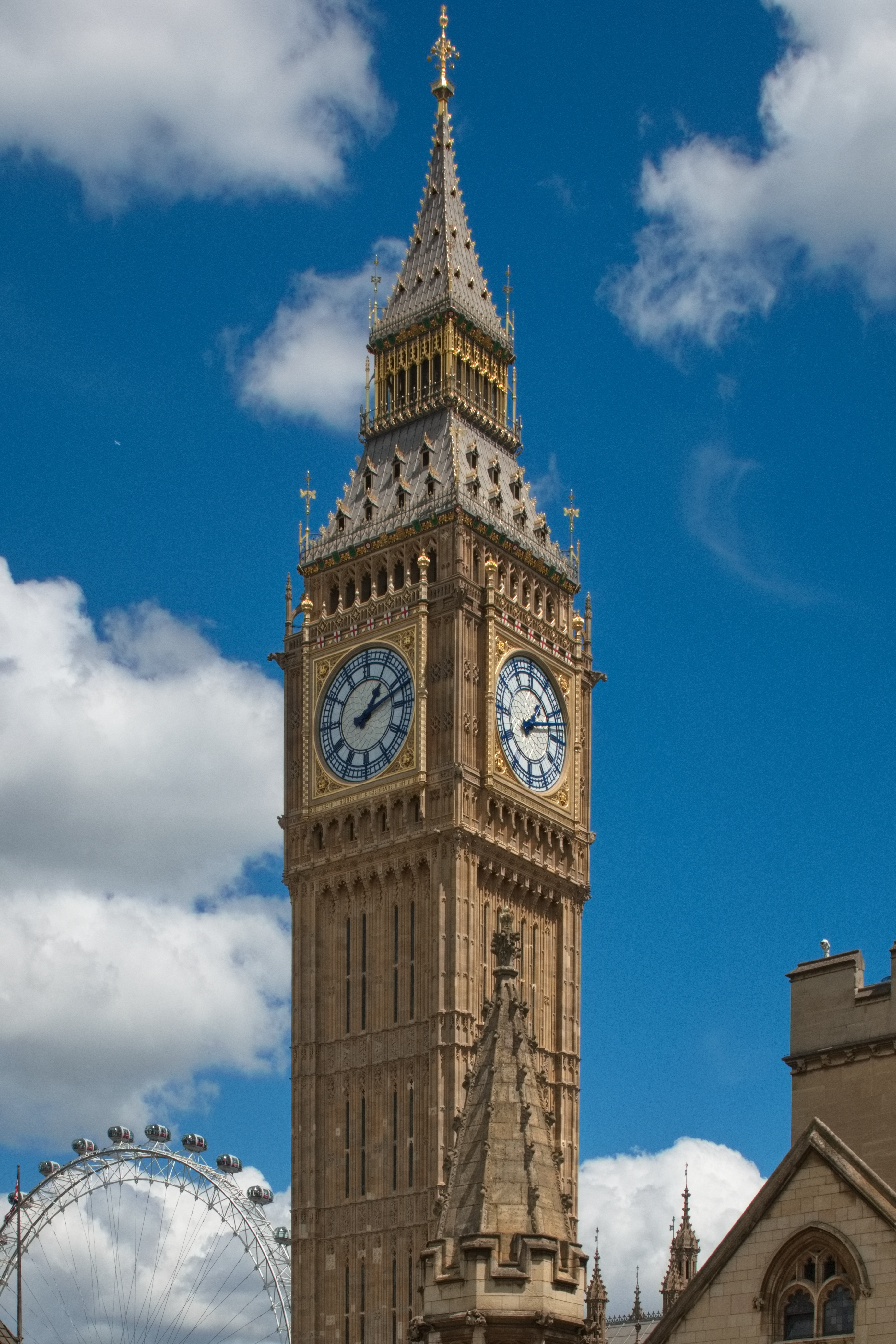
ساعت بیگ بِن در برج الیزابت واقع در کاخ وست‌مینستر و با ارتفاع حدود ۹۶ متر، قرار دارد.

بیگ بِن (به انگلیسی: Big Ben) دومین و معروف‌ترین برج ساعت جهان و یکی از مشهورترین نمادهای شهر لندن است که در زمان راه‌اندازی بزرگ‌ترین بود. این ساعت عظیم در برج الیزابت واقع در کاخ وست‌مینستر قرار دارد. بیگ بن از سال ۱۸۵۹ به‌عنوان نمادی از دقت و اعتماد در زمان‌سنجی شناخته می‌شود.
این سازه پس از برج ساعت مکه در عربستان سعودی دومین برج ساعت بزرگ دنیا می‌باشد.
بیگ بن، نام زنگ بزرگ سیزده تنی است که در داخل برج قرار دارد و سر هر ساعت، نیم ساعت و ربع ساعت به صدا در می‌آید. برج ساعت بیگ بن، در بریتانیا، رسماً به نام «برج سنت استفان کاخ وست‌مینستر»، شناخته می‌شد. برجی که بیگ بن بر روی آن قرار دارد تا سال ۲۰۱۲ همچنین برج ساعت (Clock Tower) نیز خوانده می‌شد ولی در آن سال به مناسبت شصتمین سالگرد تاجگذاری ملکه الیزابت دوم به برج الیزابت (Elizabeth Tower) تغییر نام داده شد.
این ساعت روز ۲۱ اوت ۲۰۱۷ به مدت حدود ۴ سال برای تعمیر خاموش شد و بعد از تعمیر و بازسازی و افزودن صداهای جدید سال ۲۰۲۱ دوباره نصب شد.

## پیشینه
پس از آنکه کاخ وست مینستر در آتش‌سوزی ویرانگری در تاریخ ۲۲ ماه اکتبر سال ۱۸۳۴ میلادی از بین رفت، چارلز بری، معمار معروف انگلیسی، ساخت مجدد این کاخ را شروع کرد و یک برج ساعت برای ضلع شمال شرقی کاخ در نظر گرفت. با وجود اینکه ته‌بنای برج بیگ بن، به همراه ساختمان کاخ، در سال ۱۸۳۴ نهاده شد، اما خود برج ۱۳ سال بعد در سال ۱۸۵۶ ساخته شد.

## ارتفاع
برج ساعت بیگ بن لندن، از سطح زمین، ۹۶ متر ارتفاع دارد. ساعت این برج که دارای چهار جهت است، ۵۴/۹ متر از سطح زمین ارتفاع دارد.

## خواب بیگ بن
مکانیزم پیری، مانند بسیاری ساختارهای موجود در جهان، باعث شده که بیگ بن نیاز به تعمیر جدی پیدا کند، به این دلیل تمامی قطعات بیگ بن برای بازسازی کامل از هم جدا می‌شود. تقریباً برای اولین بار بعد از ۱۵۷ سال کار مداوم در ظهر روز دوشنبه ۲۱ اوت ۲۰۱۷، خاموش شد و چهار سال طولانی سکوت بر پایتخت انگلستان حاکم خواهد شد.
لان وستورث مکانیک کهنه‌کار بریتانیایی در این باره گفت: «ما به آرامی می‌رویم تا این ساعت را متوقف کنیم و قطعاتش را از هم جدا کنیم، همه قطعات و پیچ و مهره‌های ساعت را باز می‌کنیم. تمامی قطعات را به پایین برج می‌آوریم، بعد از این کار ما می‌توانیم روی این ساعت در روی زمین کار کنیم. قطعات این ساعت ۵ تن وزن دارد. تصور کنید کار کردن در کنار زنگ‌های ساعتی به این بزرگی چقدر سخت است. باید برای سلامتی کسانی که روی آن کار می‌کنند ساعت را خاموش کنیم تا زنگ نزند.»
بیگ بن بعد از تعمیر و بازسازی در سال ۲۰۲۱ دوباره در محل قبلی خود نصب شد.